# Le Planois
Le Planois település Franciaországban, Saône-et-Loire megyében. Lakosainak száma 87 fő (2022. január 1.). Le Planois Montjay, Chapelle-Voland, Bosjean és Bouhans községekkel határos.

## Népesség
A település népességének változása:
| Lakosok száma | 95   | 100  | 98   | 93   | 90   | 88   | 86   | 84   | 87   |
|               | 2013 | 2015 | 2016 | 2017 | 2018 | 2019 | 2020 | 2021 | 2022 |